# 中嶋シゲキのDo!LIVEサタデー
中嶋シゲキのDo!LIVEサタデー （なかじまシゲキのドゥライブサタデー）は、STVラジオで放送されていたラジオ番組。2006年10月7日放送開始。2007年3月放送終了。

## パーソナリティー
- 中嶋繁樹（D.O.G）
- 奈良愛美

## 放送時間
- 毎週土曜日 18:00～20:00（JST）

## コーナー
S-1 グランプリ
リスナーが自分の特技を番組内で披露し、「アリ」か「ナシ」かをリスナーが判定。5週連続「アリ」なら、賞金5万円がプレゼントされる。
シゲキ的なお買い物
- 札幌市内の店を紹介して、放送時間中に限り割引特典を行うコーナー。